# Poa jemtlandica
Poa jemtlandica là một loài thực vật có hoa trong họ Hòa thảo. Loài này được (Almq.) K.Richt. miêu tả khoa học đầu tiên năm 1890.